# Тома Неверни (Караваджо)
Тома Неверни е картина от италианския бароков художник Караваджо, нарисувана около 1601-1602 г. Съхранява се в Сансуси в Потсдам, Германия.
Според Евангелие от Йоан, Тома пропуска едно от появяванията на Христос пред апостолите след възкресението си и отказва да приеме неговото възкресение докато не докосне раните му, за да се убеди. Седмица по-късно Христос се появява и кара Тома да го докосне и казва: „Блажени са тези, които не са видели, но въпреки това повярваха.“